# SC Hartenfels Torgau 04
SC Hartenfels Torgau 04 is een Duitse voetbalclub uit Torgau, Saksen.

## Geschiedenis
De club werd opgericht in 1909 als FC Hartenfels 1909 Torgau door spelers van het ter ziele gegane Victoria Torgau, dat in 1907 opgericht werd. De club was aangesloten bij de Midden-Duitse voetbalbond en speelde in de competitie van Elbe-Elster. In 1913 werd de club kampioen, echter namen ze om een onbekende reden niet deel aan de Midden-Duitse eindronde. ijdens de Eerste Wereldoorlog werd de competitie van Elbe-Elster stilgelegd en na de oorlog werd deze ondergebracht als tweede klasse van de Kreisliga Nordwestsachsen. In 1923 werd de Kreisliga afgevoerd en de competitie terug opgewaardeerd tot hoogste klasse. Na twee seizoenen degradeerde de club. De club kon de afwezigheid tot één jaar beperken en werd de volgende jaren een middenmoter tot een nieuwe degradatie volgde in 1932. 
Na 1933 werd de competitie geherstructureerd. De Midden-Duitse bond werd ontbonden en de vele competities werden vervangen door de Gauliga Mitte en Gauliga Sachsen. De clubs uit Elbe-Elster werden te licht bevonden voor zowel de Gauliga Mitte als de Bezirksklasse Halle-Merseburg, die de nieuwe tweede klasse werd. Aangezien de club al niet meer in de hoogste klasse speelde is het niet meer bekend of de club zich kwalificeerde voor de 1. of 2. Kreisklasse Elbe-Elster. Wel kon de club niet promoveren. 
Na de Tweede Wereldoorlog werden alle Duitse voetbalclubs ontbonden. De club werd in 1946 heropgericht als SG Torgau en nam nog datzelfde jaar de naam SG Blau-Weiß Torgau en later BSG Blau-Weiß Torgau. Op 10 oktober 1950 fuseerde de club met Steingut Torgau en BSG Glashütte Torgau tot BSG Chemie Torgau. De club speelde voornamelijk in de Bezirksklasse (vierde niveau)
Na de Duitse hereniging veranderd de club in 1990 de naam in TSV Blau-Weiß Torgau. Nadat de club in 2001 failliet ging werd de voetbalafdeling zelfstandig onder de naam 1. FC Blau-Weiß Torgau. In januari 2004 fuseerde de club met de voetbalafdeling van SSV 1952 Torgau en nam zo de huidige naam aan, waaraan herinnerd wordt aan het historische Hartenfels 09. De club speelde verder in de Bezirksklasse, toen zevende niveau. In 2008 promoveerde de club naar de Bezirksliga, die door de invoering van de 3. Liga nu wel het zevende niveau werd. In 2011 werd de Bezirksliga de Landesklasse en de club speelde hier tot 2017. In 2020 werd de competitie stopgezet vanwege de coronapandemie. Omdat de club op dat moment op de eerste plaatst stond promoveerde de club terug naar de Landesklasse. 

## Erelijst
Kampioen Elbe-Elster
1913